# 潮原温泉
潮原温泉（うしおばらおんせん）は、広島県廿日市市吉和（旧安芸国）にある温泉。

## 泉質
- 放射能冷鉱泉
  - 泉温　20℃
- 古くから、拘留尊仏岩を源とする霊水として知られる。
- 広島県内随一の強ラドン（厚生労働省、温泉治療効果基準の約14倍）を誇る。飲泉も可能。

## 温泉地
広島第二の高峰である冠山の麓に、一軒宿の「松かわ」が存在する。日帰り入浴可能。浴槽は数十種類も取り揃えている。
夕食は温泉水を使った猪鍋や川魚などを提供している。

## 歴史
開湯は飛鳥時代と言われている。鳥達が温泉で傷を癒しているのを松川大然和尚が発見したのがきっかけとされる。

## アクセス
- JR山陽本線・宮内串戸駅からバスで50分。

- 中国自動車道吉和ICより国道186号経由、車で5分。